# Lissonota perspicillator
Lissonota perspicillator là một loài tò vò trong họ Ichneumonidae.